# Rovray
Rovray – miejscowość i gmina (commune) w zachodniej Szwajcarii, w kantonie Vaud, w okręgu (district) Jura-Nord vaudois. 1 stycznia 2005 do gminy przyłączono gminę Arrissoules.   

## Demografia
W Rovray mieszkają 194 osoby. W 2022 roku 10,8% populacji gminy stanowiły osoby urodzone poza Szwajcarią.

## Transport
Przez teren gminy przebiega autostrada A1. 